# Джорджло Скаліа
Джорджло Скаліа (італ. Giorgio Scalia; 18 квітня 1917, Рим — 10 січня 1941, Середземне море) — італійський морський офіцер. Проходив службу у Королівських військово-морських силах Італії під час Другої світової війни.

## Біографія
Джорджло Скаліа народився 18 квітня 1917 року в Римі. Замолоду займався спортом, зокрема плаванням та водним поло, досягав значних результатів під час змагань. Після закінчення школи вступив до Військово-морської академії у Ліворно. Під час навчання продовжував займатись плаванням, вигравши декілька змагань.
Закінчив навчання в академії у 1939 році у званні гардемарина. У 1940 році отримав звання молодшого лейтенанта.
Зі вступом Італії у Другу світову війну ніс службу на кораблях, які здійснювали патрулювання у Сицилійській протоці.
На світанку 10 січня 1941 року міноносці «Вега» і «Чірче» помітили британські кораблі поблизу острова Пантеллерія. Кривава сутичка тривала декілька годин. Зрештою «Вега» був уражений ворожим вогнем, загорівся та втратив хід, проте продовжував вести вогонь. Джорджло Скаліа, начальник артилерії корабля, кинувся на ніс корабля і вів вогонь з єдиної вцілілої гармати, поки корабель не затонув. Джорджло Скаліа загинув, віддавши свій рятувальний жилет іншому моряку.
Джорджло Скаліа і капітан корабля Джузеппе Фонтана посмертно були нагороджені золотою медаллю «За військову доблесть».

## Нагороди
- Золота медаль «За військову доблесть»

## Вшанування
На честь Джорджло Скаліа названа вулиця в Римі.